# Aliens
Aliens es una película de acción y ciencia ficción militar estadounidense de 1986, dirigida por James Cameron, producida por Gale Anne Hurd y protagonizada por Sigourney Weaver, Carrie Henn, Michael Biehn, Paul Reiser, Jenette Goldstein, Lance Henriksen, Al Matthews, William Hope y Bill Paxton. Es la secuela del filme de 1979 Alien y constituye la segunda entrega de la serie cinematográfica del mismo nombre. La película narra el regreso de la suboficial de vuelo Ellen Ripley, junto con una unidad de infantería de marines coloniales, al planeta donde ella y sus compañeros de la nave Nostromo se encontraron con una criatura alienígena hostil.
Con esta segunda parte se sientan las bases del universo ficticio de Alien. A partir de esta película se generarían dos secuelas más, una precuela de la primera parte de Alien y varios crossovers, así como una serie de historietas y videojuegos que se rigen o por la historia original o por historias alternativas.

## Argumento
Después de escapar del Nostromo, la suboficial de vuelo Ellen Ripley (Sigourney Weaver), única sobreviviente de su tripulación, es rescatada de su nave a la deriva y llevada al estación espacial que órbita la Tierra. El representante de la Corporación Weyland-Yutani, Carter Burke (Paul Reiser) le revela que estuvo a la deriva y perdida en el espacio en hipersueño durante 57 años. 
En una entrevista ante una comisión de ejecutivos de la Weyland-Yutani Corporation, su testimonio en relación con el alien (xenomorfo) se tomó con escepticismo, al no existir evidencias físicas de la criatura que sobrevivió a la destrucción de la nave Nostromo. Ripley pierde su licencia de vuelo espacial como resultado de su "dudosa decisión" y padece PEPT y pesadillas recurrentes, descubre que LV-426, el planetoide donde su tripulación encontró los primeros huevos de alien, es ahora el hogar de una colonia terraforme. 
Ripley es visitada en su departamento por Carter Burke y el teniente Gorman (William Hope), de la Infantería de Marina Colonial, a la que informan se ha perdido contacto con la colonia del planeta LV-426. La compañía enviará a Burke y a una unidad de infantería de marina para investigar la situación y le piden a Ripley los acompañe como asesora, ante la ahora considerada posibilidad cierta de que exista un peligro desconocido en ese planeta, le ofrecen a Ripley recuperar la licencia de vuelo y el rango de teniente para tripular naves espaciales, si los acompaña como consejera o asesora del grupo de combate. Traumatizada por su anterior encuentro con el alien, Ripley se niega inicialmente a unirse pero acepta cuando se da cuenta de que la misión le permitirá hacer frente a sus temores, Burke le promete que si encuentra a la criatura la van a destruir, no a estudiar para beneficio de la Corporación y traer de regreso a la Tierra.
Llegando a bordo de la nave de guerra Sulaco, se une a los marines coloniales, incluidos el sargento Apone (Al Matthews), el cabo Hicks (Michael Biehn), los soldados Vásquez (Jenette Goldstein) y Hudson (Bill Paxton), el androide Bishop (Lance Henriksen), entre otros, que tiene un conflicto con Ripley cuando están desayunando, desconfía de él y su programación al servicio de la Corporación. 
La expedición, fuertemente armada, desciende a la superficie del planeta LV-426 en una nave de desembarco, donde encuentran la colonia de trabajadores de una central nuclear que cambia la atmósfera del planeta, aparentemente abandonada. Los únicos seres vivos que se encuentran son dos de seis seres abrazacaras incubados en un laboratorio (a los que Bishop examina) y una niña humana, Newt (Carrie Henn), la única sobreviviente de la colonia, y que está en shock. Los infantes de marina descubren que la mayoría de los colonos están bajo el procesador atmosférico que altera la atmósfera para que sea habitable después de muchos años para los humanos.
Cuando bajan al procesador a investigar, encuentran a una sobreviviente, sin embargo ella les suplica que la maten, justo cuando un quebrantapechos sale de su tórax, matándola. Los soldados logran matar a la criatura, pero son emboscados por los aliens, muriendo en el lugar Crowe (Tip Tipping), Drake (Mark Rolston), Frost (Ricco Ross), y Wierzbowski (Trevor Steedman). Ripley logra rescatar a Hicks, Vásquez y Hudson con el tanque APC.
Hudson descubre que Apone y Dietrich (Cynthia Dale Scott) aún están vivos, pero están incubados para hacer aliens. Con Gorman inconsciente por un golpe en la cabeza, Hicks asume el mando y ordena a la nave de desembarco recogerlos con la intención de regresar a la Sulaco y destruir la colonia totalmente infectada desde la órbita. Sin embargo, un alien se cuela en la nave de desembarco y acaba con los pilotos, causando que ésta choque contra la estación de procesamiento y el APC, lo que obliga a los sobrevivientes a resguardarse dentro del complejo de control de la estación. Al llegar a la colonia, Hicks les dice que solo cuentan con 4 rifles con 50 disparos cada uno, 15 granadas y un lanzallamas. Ripley le pide a Hudson que busque cualquier entrada por donde puedan entrar los aliens para bloquearla.
Bloquean las entradas con barricadas y Hicks le da un localizador a Ripley para que él la encuentre en el complejo. Ripley pone a descansar a Newt y ella le da el localizador a Newt para que no la pierda. Ripley le ordena a Bishop que destruya a los abrazacaras al terminar de examinarlos, pero él responde que Burke le indicó que los regrese a los laboratorios de la Corporación, para investigarlos como posible arma biológica que le dará muchos beneficios económicos a la Corporación. Ripley descubre que fue Burke quien ordenó investigar a los colonos la nave espacial perdida, donde la tripulación de la Nostromo encontró los huevos de alien hace más de 50 años y ella amenaza con revelarlo al grupo de combatientes.
Bishop informa al grupo de una mayor amenaza: la estación de tratamiento de daños en el procesador atmosférico se ha vuelto inestable y pronto detonará con la fuerza de un arma termonuclear. Bishop se ofrece como voluntario para llegar hasta una antena de comunicación al otro lado de la estación de comando, para traer a control remoto a otra nave de desembarco de la Sulaco y rescatar a la tripulación.
Hicks le enseña a Ripley cómo usar su rifle de pulsos M-41-A con lanzagranadas cuando sea necesario. Ripley y Newt duermen en el laboratorio médico, esperando por la llegada de la nave de rescate y al despertar se encuentran encerradas en la habitación con los dos abrazacaras liberados de sus tanques. Ripley es capaz de alertar a los infantes de marina, que las rescatan y matan a las criaturas. 
Ripley acusa a Burke de intentar pasar uno de los embriones aliens con los abrazacaras como en el pasado en la Nostromo con Kane durante su cuarentena y de la planificación secreta, para matar al resto de los infantes de marina en hipersueño durante el viaje de regreso, para que nadie pueda saber lo que ha pasado en realidad y expulsar los cadáveres al espacio e inventar cualquier historia, los combatientes deciden destruir la central nuclear y dejar abandonado en el planeta a Burke. La electricidad se corta de repente y hay un ataque de aliens en masa a través del techo. 
Hudson y Burke son aparentemente asesinados, Gorman y Vásquez, al verse atrapados por las criaturas, deciden suicidarse explotando una granada de mano. Antes de suicidarse, Vásquez le dice "Siempre fuiste un infeliz, Gorman". Durante la explosión de la granada, Newt cae al drenaje de la colonia, Ripley y Hicks la encuentran con el localizador, pero es capturada por los aliens. 
Ripley corre al procesador atmosférico a salvar a Newt en la nave de rescate que ha llegado para evacuarlos del planeta y consigue rescatarla en el interior de las instalaciones donde está la Reina madre poniendo más huevos, antes que un abrazacaras la ataque. Mientras escapan, se encuentran con una Reina alien, que ataca cuando Ripley destruye la mayoría de sus huevos con un lanzallamas y sube por un ascensor de carga hasta una plataforma de aterrizaje, para escapar de la central nuclear.
Cuando la Reina está por alcanzarlas, la plataforma de aterrizaje está vacía, Bishop las salva tripulando la segunda nave de desembarco, que estaba oculta en un lugar más seguro, justo antes de que el procesador explote. Sin embargo, la Reina alien logra sujetarse a la nave de desembarco, escapando también de la explosión termonuclear. Cuando vuelven a la Sulaco, Ripley lucha contra la Reina usando un robot montacargas. Al final, consigue expulsar a la Reina al espacio por una escotilla de carga que abre en forma manual, aunque Bishop ha sido gravemente dañado por la Reina alien. Entonces se conectan al hipersueño mientras la nave regresa a la Tierra.

## Reparto
- Sigourney Weaver como Ellen Ripley:

Weaver vuelve a interpretar el papel de Ripley de Alien, el 8.º Pasajero. Recibió un Premio Saturn a la mejor actriz por su actuación y fue nominada para un Premio de la Academia en la misma categoría, su primera nominación a un premio Óscar.
- Michael Biehn como Cabo Dwayne Hicks:

Biehn fue contratado precipitadamente una semana después de comenzar el rodaje, por tanto no pasó por el entrenamiento militar que tuvieron que realizar la mayoría de los actores. James Remar fue considerado originalmente para interpretar a Hicks, pero se retiró del proyecto alegando "diferencias creativas" con el director Cameron. En una entrevista en el episodio # 128 del podcast de Sidebar, Remar afirmó que fue reemplazado después de haber sido arrestado por posesión de drogas. Sólo se conservaron algunas tomas de él en la película, una de ellas es la entrada por primera vez al nido de los aliens, donde sólo se ve de espaldas. Esto se debió a que esas secuencias eran demasiado caras para volverlas a grabar.
- Paul Reiser como Carter J. Burke:

Burke es un representante de la Corporación Weyland-Yutani, enviado a investigar el planeta LV-426.
- Lance Henriksen como Bishop:

Bishop es un androide que sirve como oficial médico y científico en la expedición militar.
- Carrie Henn como Rebecca "Newt" Jorden:

Según el director de casting, Newt fue el papel más difícil de encontrar: la mayoría de los niños que realizaron las pruebas de audición tenían experiencia en publicidad y estaban acostumbrados a sonreír después de decir su parte de guion. Henn, de Atwater, California, pese a no tener ninguna experiencia en interpretación, fue la elegida de entre 500 niños aspirantes. Recibió un Premio Saturn a la mejor interpretación de un actor joven, pero decidió no seguir con su carrera de actriz y optó por ser maestra.
- Bill Paxton como Hudson, soldado experto en electrónica y circuitos :

Paxton recibió un Premio Saturn al mejor actor de reparto.
- William Hope como el oficial al mando, el Teniente Gorman:

Un comandante sin apenas experiencia en misiones de combate en el cuerpo de los marines coloniales.
- Jenette Goldstein como la Soldado Vásquez: Era la portadora de una de las ametralladoras de las escuadras.

Goldstein recibió un Premio Saturn por mejor actriz de reparto.
- Al Matthews como el sargento Apone:

Uno de los suboficiales del cuerpo de marines. Matthews acudió a la audición para el papel, debido a su experiencia militar.
También figuran como soldados del cuerpo de marines Mark Rolston como Drake, Ricco como Frost, Colette Hiller como la piloto Ferro, Daniel Kash como el cabo Spunkmeyer, Cynthia Dale Scott como Dietrich, Tip Tipping como Crowe, y Trevor Steedman como Wierzbowski. Paul Maxwell interpreta a Van Leeuwen, el jefe de la junta de la comisión de investigación de la compañía, que revoca la licencia de vuelo de Ripley y Carl Toop retrata al Alien y a La Reina.

## Producción

### Orígenes e inspiración
Mientras completaba la preproducción de The Terminator en 1983, el director James Cameron discutió la posibilidad de trabajar en una secuela de la película Alien, El Octavo Pasajero Alien del año 1979 con el productor David Giler. Como fan de la primera entrega, Cameron estaba interesado en crear una segunda parte y se autorecluyó para sacar ideas para la nueva producción: Alien II.
Tras cuatro días, Cameron tenía una historia inicial que ocupaba 45 páginas, pero por temas de cambios en la gestión de la 20th Century Fox, la película se puso en un estado de espera porque, en parte, pensaban que Alien no había generado beneficios suficientes para garantizar una secuela.
Por un problema de horarios con el actor Arnold Schwarzenegger que estaba rodando Conan el Destructor, The Terminator se pospuso 9 meses, lo que permitió a Cameron tener tiempo para desarrollar el guion de Aliens. Durante el rodaje de The Terminator, Cameron escribió 90 páginas para Aliens, y aunque el guion no estaba terminado, Fox quedó sorprendida, y le propuso al director que si The Terminator tenía éxito, podría dirigir Alien II.
Tras el éxito de The Terminator, Cameron y su compañera sentimental Gale Anne Hurd tuvieron la aprobación para dirigir y producir la secuela de Alien, cuyo estreno estaba programado para 1986. Este estaba entusiasmado de poder crear un nuevo mundo, y optó por no seguir la fórmula que rigió la primera entrega, sino crear una versión con más combate centrada en el horror y no en el terror. Sigourney Weaver, que interpretó a Ellen Ripley en Alien, tenía dudas acerca del proyecto, pero tras reunirse con Cameron, ella misma expresó el interés en volver a interpretar a Ripley.
Pero 20th Century Fox no quiso firmar un contrato con Weaver por una discusión acerca de su retribución, y pidió a Cameron que reescribiera o hiciera una historia sin Ellen Ripley. Él se negó argumentando que, cuando empezó a escribir el guion, la Fox indicó que ya había firmado el contrato con Weaver. Con la insistencia de Cameron, 20th Century Fox firmó el contrato con Weaver, por el cual la actriz obtuvo un millón de dólares, una suma que era 30 veces superior a la que recibió para hacer la primera entrega.
Cameron obtuvo la inspiración militar para Aliens de la guerra de Vietnam (1955-1975), una situación donde la potencia tecnológica superior no siempre sirve en un entorno hostil y desconocido. En la película Aliens los Marines son contratados para proteger los intereses de la Weyland-Yutani Corporation, que se corresponde con las creencias en las razones que tenían las tropas estadounidenses para ser enviadas al Sur de Vietnam. Y se basan en la misma creencia que tenían dichos soldados de que, gracias a sus máquinas y tecnología, la guerra ya estaba ganada.

### Conceptos y diseño
Algunas de las escenas en la madriguera de los Aliens se filmaron en una central eléctrica abandonada en Acton, Londres. El personal de producción creyó que era un lugar perfecto por sus corredores y escaleras metálicas estrechas.
Los problemas que se encontraron fueron los del óxido y los asbestos, así que tuvieron que invertir parte del presupuesto en limpiar a estos. Dicho set, el de la madriguera de los aliens, no se desmontó tras el rodaje, y fue reutilizado en 1989 como la fábrica química Axis Chemicals en Batman. Cuando el personal de producción de Batman entró en el set, lo encontraron casi intacto.
La compañía British Airways estaba reequipando y actualizando varios de sus remolcadores, y el personal de Aliens pudo comprar un viejo modelo Hunslet ATT 77 de 635 caballos para usarlo como APC; se le suprimió una de las dos cabinas de conducción, montando la torreta superior, conservando el sistema de dirección de estos vehículos como la dirección a las cuatro ruedas y la dirección Cangrejo; este vehículo alcanza los 90 km/h. Pesaba 70 toneladas y, aunque consiguieron quitarle unas 35 toneladas de peso, la parte de la estación eléctrica por donde iba a ir el vehículo, tuvo que ser reforzada para soportar el sobrepeso. El equipo usó muchas cosas de desecho de la British Airways en la película, como el lavabo de Ripley, que era el lavabo de un Boeing 747.
Puertas blocantes, motores de helicópteros y máquinas expendedoras, se usaron como decoración en la primera escena de la película del hipersueño. El diseñador de producción, Peter Lamont, fue el encargado de reducir el costo de varias escenas, incluyendo la que nos muestra a los marines durmiendo cuando van llegando a su destino. Gale Hurd quería cortar toda la escena, pero Lamont y Cameron sintieron que era importante para el desarrollo de la película. Para ahorrar costos, solo se construyeron cuatro cabinas de hipersueño usando un espejo para crear la ilusión de que había más en el set. En lugar de tubos hidráulicos, las cabinas se abrían manualmente usando titiriteros.

### Casting
James Cameron optó por contratar a actores que tuvieran o pudieran hablar con acento estadounidense. Un total de 3000 residentes del Reino Unido fueron los que se presentaron al casting. Tras no encontrar a nadie, decidieron traer actores de Estados Unidos, incluyendo a Lance Henriksen, Bill Paxton, y Michael Biehn, que ya habían trabajado con James Cameron en The Terminator.
La actriz para Newt (la niña) fue el más difícil de encontrar según el director de casting. Se hicieron pruebas a chicas de varias escuelas, pero se encontraron con que la mayoría habían hecho anuncios varios, y tenían la costumbre de sonreír tras haber dicho su frase, cosa que no era conveniente en la película. Carrie Henn, cuyo padre estaba destinado en una base militar estadounidense del lugar, fue elegida de entre 500 chicas, aunque no tuviera experiencia delante de las cámaras.
Los actores que interpretaron a los marines tuvieron que leer la novela Tropas del espacio (1968) de Robert A. Heinlein, y someterse a entrenamiento militar que incluía correr, llevar pesadas cargas, aprender saludos, marchas, despliegues militares, etc, durante dos semanas. Al Matthews ya tenía experiencia militar y creyó que por eso le dieron el papel del Sargento Apone. Cameron quería que el grupo de actores marines entrenaran juntos para poder formar sectores y que la camaradería se viera en la pantalla.
Sigourney Weaver, William Hope y Paul Reiser se ausentaron del entrenamiento debido a varias obligaciones pero Cameron vio eso como algo positivo, pues los personajes de esos actores se verían como 'externos' al grupo habitual. Michael Biehn tampoco estuvo en las sesiones de entrenamiento, pues no se le contrató hasta una semana después de haber empezado el rodaje de la película.

### Rodaje

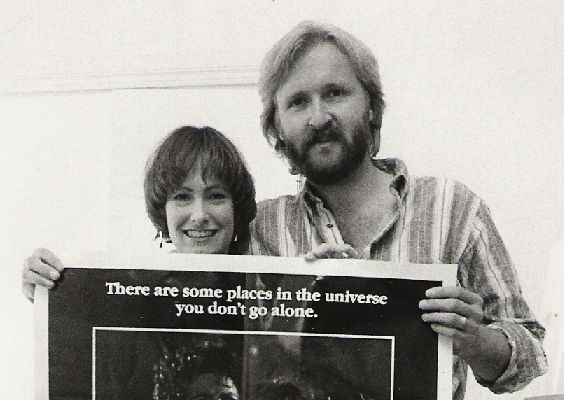
El equipo productor detrás de Aliens, James Cameron y Gale Ann Hurd.

Aliens se rodó con un presupuesto de 18 millones de dólares en los Pinewood Studios cuando solo quedaban diez meses para que la película estuviera lista. Dicha producción estuvo afectada por diferencias entre personal y reparto. El rodaje era problemático por el choque cultural entre Cameron y los británicos, los cuales argumentaban que el actor Bill Paxton tenía una forma rara de trabajar.
Cameron estaba con un bajo presupuesto y una fecha que no podía retrasarse, así que era difícil adecuar el ritmo de trabajo a los "descansos para el té". Todo el personal británico era admirador de Ridley Scott, y muchos creían que Cameron era demasiado joven y sin experiencia para dirigir una secuela de Alien; Cameron, por su parte, intentó que los miembros de producción británicos vieran su película, The Terminator, que aún no se había estrenado en Reino Unido.
Finalmente se empezó a rodar la película en septiembre de 1985 y se terminó en julio de 1986 consiguiendo así Cameron la meta prevista.

### Armas yAtrezzo
Las armas que usan los Marines están basadas en armas reales. Los encargados de ellas usaron las que les parecieron más eficaces a la hora de disparar a blancos reales y las que tenían apariencia futurista. El rifle de pulsos fue creado a partir de un Thompson, al cual se añadió la culata de una escopeta Franchi SPAS-12 y el cargador de una Remington 870P, calibre 12. Las armas que llevan Vásquez y Drake están basadas en el arma alemana MG-42 y se le añadieron unos arneses a modo de steadycam usando partes de motos viejas. La creación de los lanzallamas fue la más difícil de crear y de usar en pantalla, pues eran las más pesadas y peligrosas.

### Música
El compositor James Horner sintió que no tuvo suficiente tiempo para crear la banda sonora. Llegó a Inglaterra esperando que la película tuviera ya cerrada la producción para así poder escribir la banda sonora en seis semanas. Por el contrario, descubrió que todavía estaban filmando y editando la película, así que no pudo ver la película terminada. Se pasó tres semanas visitando los sets y las salas de montaje, y encontró que el editor Ray Lovejoy hacía lo que podía con todo el trabajo debido al poco tiempo que le quedaba. Horner creyó que Cameron estaba demasiado centrado en los efectos de sonido al pasarse dos días con el ingeniero de sonido creando el efecto de los rifles de pulso. Horner criticó que se le dio un estudio desfasado; la banda sonora se había grabado por la London Symphony Orchestra en los estudio Abbey Road Studios, un estudio que tenía ya treinta años al que se le podían haber instalado sintetizadores y otros equipos electrónicos que Horner necesitaba.
A falta de seis semanas para el estreno, ni el doblaje se había realizado, ni la banda sonora se había escrito, y esto último era por culpa de que Horner no había podido ver la película entera. La música para la escena en la que Ripley se enfrenta a la reina Alien se escribió durante una noche. Cameron decidió cambiar la escena, dejando que Horner reescribiera su música. Como Gale Anne Hurd no tenía mucha experiencia produciendo música, ella y Cameron le negaron a Horner su petición de retrasar la película durante cuatro semanas para poder terminar la música como tocaba. Con ese tiempo extra, Horner creía que podría tener una mejor banda sonora satisfaciendo al 100% lo que le habían encomendado. Aun así, la aceptación de la banda sonora se sitúa en un 80%. Al final, toda la BSO se grabó en cuatro intensos días. Aún con todo esto, Horner recibió un premio a la Mejor BSO Original.
Horner argumentó que la tensión entre él y Cameron era tal en la postproducción, que el propio Horner asumió que ya no volverían a trabajar nunca más. Horner creyó que el tiempo que estimaba Cameron para las películas era demasiado corto y estresante. Y así pasó, ambos no volvieron a trabajar juntos hasta que James Cameron se sorprendió del trabajo que Horner hizo para la banda sonora de Braveheart, así que le propuso que hicieran la BSO para Titanic.

## Diseño
Un diseño inicial fue creado por Syd Mead, que trabajó en las películas 2010, Blade Runner (1982) y Tron (1983). Uno de los diseños iniciales para la Sulaco lo hacían de forma esférica, pero fue rediseñado para que fuera de una forma alargada debido al aspecto anamórfico de la película aspect ratio. Cameron le enseñó a Mead su concepto, que fue descrito como "un lanzatorpedos que transporta cosas". Los artistas de diseño fueron los encargados de incorporar detalles subliminales de la guerra de Vietnam, que incluyeron el diseño de la dropship como una combinación entre un F-4 Phantom II y el AH-1 Cobra.

### Efectos visuales
Los hermanos Robert y Dennis Skotak fueron los responsables de los efectos visuales ya que habían trabajado anteriormente con Cameron. Dos sets fueron los construidos para representar la colonia del LV-426, usando modelos en miniatura. Filmar esas miniaturas, aun teniendo estas un tamaño mediano, fue difícil debido al clima; el viento podría haber destrozado dichas maquetas, pero ayudó a crear el efecto del clima extremo del planeta. Cameron usó las miniaturas y algunos efectos para hacer que las escenas duraran más o se percibiera un mayor tamaño del que se tenía. Entre los efectos se usaron espejos, cortes de cámara imperceptibles, etc.
Los trajes Alien (disfraces) fueron construidos de una manera más flexible y durable que los que se usaron en la primera entrega, el objetivo era mejorar los movimientos de las criaturas permitiéndoles saltar y cosas así. Bailarines, gimnastas y especialistas varios fueron los encargados de llevar los trajes. Otra de las mejoras fue la cabeza, la cual también actualizaron para no usar las originales que se podrían haber roto con los nuevos movimientos.
Las escenas en las que aparece la reina Alien fueron las más difíciles de toda la producción, según el personal. La compañía de Stan Winston fue la encargada de crear una reina a tamaño natural, esto lo hizo en Estados Unidos para ver como podrían manejarla. Una vez lo consiguieron, la gente de Winston encargada de la reina voló a Inglaterra y empezaron a crear la versión final que se vería en la película. Con una altura de 4'26 metros, la reina se movía gracias a titiriteros, mecanismos hidráulicos, control remoto y cables, entre otros. Dos titiriteros se encargaban de los brazos, y 16 eran los requeridos para mover la reina entera. Dichas secuencias se filmaron directamente con la cámara, sin postproducción final.

## Estreno

### Versión en formato doméstico
Aliens fue lanzado por primera vez en VHS en 1987, terminando como el décimo título más vendido del año. Una edición especial 

#### Versión extendida
La primera versión del filme Aliens dura 132 minutos, porque el director eliminó 17 minutos, que incluyen:
1. La escena de Burke diciendo a Ripley el destino de su hija.
2. La escena donde se muestra el nombre de la colonia, el número de habitantes, y la entrada de un vehículo terrestre a las instalaciones.
3. La escena del administrador de la Colonia hablando con un empleado. (Mientras se contempla la vida cotidiana en la Colonia)
4. La escena del señor Russ Jorden explorando en compañía de su familia que culmina cuando es infectado por un "abrazacaras".
5. La escena en la que Hudson demuestra la potencia de fuego de los marines, en el descenso al planeta
6. La escena donde los marines activan los robots centinelas.
7. Un plano de la escena en la que especulan sobre la Reina.
8. Dos escenas donde los robots centinelas tirotean a los Xenomorfos.

En 1992, James Cameron restauró las escenas anteriores, en una versión para disco láser, VHS y posteriormente apareció en DVD. Ambas versiones aparecen en la colección Tetralogía de Alien aparecida en el 2003.

#### Escenas de laversión extendida
1. Los colonos no encontraron la nave extraterrestre a pesar de vivir mucho tiempo en LV-426.
2. Para buscar la nave, los colonos exploraron el terreno en vez de ubicarla inmediatamente rastreando la transmisión, que era continua y permanente, como sucedió en la primera parte.
3. La nave extraterrestre se muestra parcialmente destruida cuando en la primera parte estaba intacta. Esto explicaría en parte el punto anterior. La nave está dañada, según algunas teorías, por la inestable superficie volcánica de LV-426.
4. En el juicio contra Ripley, el juez ora la sentencia.

#### Escenas de ambas versiones
1. En el juicio contra Ripley, le llaman planeta a LV-426 cuando era una luna en la primera parte.
2. El aspecto del Xenomorfo es diferente de la primera parte.

#### Escenas eliminadas
1. Una secuencia durante la escena en el laboratorio médico (después del primer barrido a la colonia) en la que Newt trata de escapar nuevamente siendo detenida por Hicks, el cual es mordido otra vez a lo que responde: "espero que no tenga rabia".
2. Una escena en que los marines usan un lanza-granadas de seis tiros contra el nido alien.
3. Ripley, mientras busca a Newt en el nido alien, encuentra a Burke atrapado y moribundo ya que tiene un alien en su interior. Este despierta y le pide ayuda a Ripley, la cual le entrega una granada como la de Gorman y lo deja solo. Después, escucha la explosión y vacila por un momento, antes de seguir su búsqueda.

## Recepción

### Crítica
La película fue alabada por la crítica desde el principio. Hoy en día es considerada como una de las mejores películas de acción y ciencia ficción de los ochenta. También es catalogada como una de las mejores secuelas jamás hechas en la historia del cine.

### Taquilla
Después de una larga espera de los fanes de Alien, Aliens fue estrenada en América del Norte el 18 de julio de 1986 y el 29 de agosto en el Reino Unido. En Norteamérica, la película se estrenó en 1.437 salas con un promedio bruto de 6.995 dólares y un fin de semana de 10.052.042 dólares. Fue el número uno en la taquilla norteamericana durante cuatro semanas consecutivas, recaudando 85,1 millones de dólares. Aliens fue la séptima película de mayor recaudación de 1986 en América del Norte. El total bruto mundial de la película se ha establecido en $180 millones, haciendo Aliens una de las películas clasificación R más exitosas en aquel año.

### Premios y nominaciones
Aliens fue nominado para siete premios de la Academia, incluyendo Mejor Música, Mejor Sonido, Mejor Montaje de Cine y Mejor Dirección de Arte / Decoración. Ganó dos premios por la edición de sonido y efectos visuales. Sigourney Weaver recibió su primera nominación al Premio de la Academia como Mejor Actriz, y aunque no ganó, se consideró una nominación histórica debido a que anteriormente el género de la ciencia ficción, no había tenido reconocimiento en categorías intérpretes en la historia de los Óscares.
Aliens recibió cuatro nominaciones a los premios BAFTA y ganó en la categoría de Efectos Visuales.

### Recursos
- Superior Firepower: The Making of Aliens, Alien Quadrilogy – Disc 3, 2003, 20th Century Fox

## Lecturas recomendadas
- Alien Woman: The Making of Lt. Ellen Ripley (por Ximena Gallardo C. y C. Jason Smith, Continuum, 272 páginas, 2004, ISBN 0-8264-1910-0)
- The Complete Aliens Companion (por Paul Sammon, Harper Prism, 1998, ISBN 0-06-105385-6)
- Beautiful Monsters: The Unofficial and Unauthorised Guide to the Alien and Predator Films (por David A. McIntee, Telos, 272 páginas, 2005, ISBN 1-903889-94-4)